# Denver Nuggets 2007-2008
La stagione 2007-08 dei Denver Nuggets fu la 32ª nella NBA per la franchigia.
I Denver Nuggets arrivarono secondi nella Northwest Division della Western Conference con un record di 50-32. Nei play-off persero al primo turno con i Los Angeles Lakers (4-0).

## Roster
| N° | Naz.                   | Ruolo | Sportivo         | Anno | Alt. | Peso |
| -- | ---------------------- | ----- | ---------------- | ---- | ---- | ---- |
| 0  | Stati Uniti (bandiera) | G     | Taurean Green    | 1986 | 183  | 80   |
| 1  | Stati Uniti (bandiera) | G     | J.R. Smith       | 1985 | 198  | 100  |
| 3  | Stati Uniti (bandiera) | G     | Allen Iverson    | 1975 | 183  | 75   |
| 4  | Stati Uniti (bandiera) | A     | Kenyon Martin    | 1977 | 206  | 106  |
| 5  | Francia (bandiera)     | A     | Yakhouba Diawara | 1982 | 201  | 102  |
| 11 | Stati Uniti (bandiera) | A     | Bobby Jones      | 1984 | 201  | 98   |
| 12 | Stati Uniti (bandiera) | G     | Chucky Atkins    | 1974 | 180  | 75   |
| 15 | Stati Uniti (bandiera) | A     | Carmelo Anthony  | 1984 | 203  | 104  |
| 21 | Messico (bandiera)     | A     | Eduardo Nájera   | 1976 | 203  | 109  |
| 22 | Stati Uniti (bandiera) | G     | Von Wafer        | 1985 | 196  | 95   |
| 23 | Stati Uniti (bandiera) | AC    | Marcus Camby     | 1974 | 211  | 100  |
| 25 | Stati Uniti (bandiera) | G     | Anthony Carter   | 1975 | 185  | 86   |
| 29 | Stati Uniti (bandiera) | G     | Mike Wilks       | 1979 | 178  | 84   |
| 31 | Brasile (bandiera)     | AC    | Nenê Hilário     | 1982 | 211  | 122  |
| 34 | Stati Uniti (bandiera) | C     | Jelani McCoy     | 1977 | 208  | 111  |
| 43 | Lituania (bandiera)    | A     | Linas Kleiza     | 1985 | 203  | 111  |
| 45 | Stati Uniti (bandiera) | C     | Steven Hunter    | 1981 | 213  | 100  |

## Staff tecnico
- Allenatore: George Karl
- Vice-allenatori: Doug Moe, Tim Grgurich, Bill Branch, Adrian Dantley, John Welch, Mike Dunlap, Stacey Augmon
- Preparatore atletico: Jim Gillen